# 馬爾地夫—美國關係
马尔代夫-美国关系指的是马尔代夫和美国之间的双边关系。

## 历史
自从马尔代夫共和国1966年从英国独立以来，美国与该国一直保持友好关系。美国驻斯里兰卡大使和一些使馆工作人员被派往马尔代夫并定期访问。美国支持马尔代夫的独立和领土完整，并公开支持印度在1988年11月的政变企图中代表马尔代夫政府及时干预。近年来，美国海军舰艇经常访问马累。马尔代夫在2001-2002年大力支持美国打击恐怖主义和资助恐怖主义的势力。

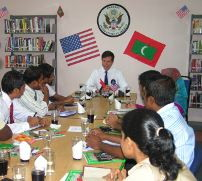
前美国大使小罗伯特·O·布莱克，2007年11月

美国对马尔代夫经济发展的贡献主要是通过国际组织的项目作出的。2004年12月海啸发生后，美国和马尔代夫签署了一项双边援助协议，提供860万美元的重建援助。这一援助将有助于重建港口、污水系统和发电设施，并有助于财政部发展吸收援助的能力。近年来，美国直接资助了有关机场管理和禁毒的培训，并为马尔代夫海关、移民和禁毒工作提供了台式电脑。美国每年还培训少量马尔代夫军事人员。大约有10名美国公民长期居住在马尔代夫，每年约有5000名美国人到马尔代夫旅游。
艾娜·特普丽兹是现任美国驻马尔代夫大使。美国国务卿迈克·蓬佩奥在访问马尔代夫期间宣布，美国将在马累开设大使馆。大使馆的开放旨在打击中国在马尔代夫日益增长的影响力，中国在这个国家的影响力对印度洋航道具有影响。2022年，馬爾地夫政府亦表达了在华盛顿特区重设大使馆的愿望。2023年6月，马尔代夫重设驻华盛顿特区大使馆。

## 国防
自从易卜拉欣·穆罕默德·萨利赫当选马尔代夫总统以来，美国和马尔代夫一直在深化两国的军事和政治关系。2020年9月，美国和马尔代夫在费城签署了防务协议。该协议自2013年以来一直在筹备中，但此前曾因印度政府反对该协议而受阻。印度官员对这项协议表示欢迎，称马尔代夫是印太地区的一部分。美国是为扩大马尔代夫武装部队能力而提供军事援助的几个国家之一。

## 援助
在新冠肺炎疫情期间，美国向马尔代夫捐赠了60台呼吸机。美国还提供了200万美元的赠款，用于疫情期间的经济支持，以及价值15万美元的个人防护装备。